# 東磐井郡

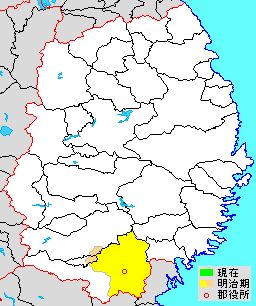
岩手県東磐井郡の範囲（薄黄：後に他郡に編入された区域）

東磐井郡（ひがしいわいぐん）は、岩手県にあった郡。

## 郡域
明治12年（1879年）に行政区画として発足した当時の郡域は、概ね以下の区域にあたる。
- 一関市の一部（北上川以東）
- 奥州市の一部（前沢生母）
- 西磐井郡平泉町の一部（北上川以東）

## 歴史

### 郡発足までの沿革
- 幕末時点では陸奥国に所属した。「旧高旧領取調帳」に記載されている、磐井郡のうち後の本郡域の明治初年時点での村は以下の通り。

| 区分          | 区分              | 村名 | 所属代官区            | 所轄郡奉行 |
| ------------- | ----------------- | --- | --------------------- | ---------- |
| 東山 （46村） | 仙台藩領 （34村） | 藤沢本郷、相川村、赤生津村、薄衣村、大籠村、大原村、長部村、小島村、上折壁村、下折壁村、門崎村、黄海村、釘子村、猿沢村、渋民村、砂子田村、千厩村、曽慶村、田河津村、築館村、津谷川村、天狗田村、鳥海村、中川村、長坂村、新沼村、濁沼村、西口村、浜横沢村、保呂羽村、増沢村、松川村、舞草村、母体村 | 大原代官所 千厩代官所 | 奥郡奉行   |
| 東山 （46村） | 一関藩領 （12村） | 上奥玉村、中奥玉村、下奥玉村、金田村、熊田倉村、北小梨村、南小梨村、清水馬場村、摺沢村、寺沢村、徳田村、仏坂村 | 大原代官所 千厩代官所 | 奥郡奉行   |

- 明治元年
  - 9月24日（1868年11月8日） - 仙台藩主伊達慶邦が薩長軍に降伏。全領土62万石を没収される。
  - 12月7日（1869年1月19日） - 陸奥国が分割され、本郡は陸中国の所属となる。
  - 12月23日（1869年2月4日） - 全域が上野沼田藩取締地となる。
- 明治2年
  - 2月30日（1869年4月11日） - 沼田藩取締地が上野前橋藩取締地となり（ただし、旧一関藩領東山は前橋藩の取締から除かれる）、伊沢県を称する[7]。
  - 3月 - 磐城平藩主安藤信勇が千厩に転封され、東山のうち36村を領す。
  - 3月14日（1869年4月25日） - 旧一関藩領東山のうち7村（上奥玉村、中奥玉村、下奥玉村、北小梨村、南小梨村、摺沢村、寺沢村）が伊沢県の管轄となる。
  - 8月3日（1869年9月8日） - 安藤信勇が旧領への復帰を許され、全域が伊沢県の管轄に戻される。
  - 8月18日（1869年9月23日） - 胆沢県が発足し、伊沢県域を管轄。
- 明治4年
  - 11月2日（1871年12月13日） - 第1次府県統合により一関県の管轄となる。
  - 12月13日（1872年1月22日） - 一関県（第2次）が水沢県に改称。
- 明治8年（1875年）10月17日 - 以下の各村の統廃合が行われる。（34村）
  - 渋民村 ← 渋民村、曽慶村
  - 沖田村 ← 天狗田村、築館村
  - 磐清水村 ← 寺沢村、濁沼村、仏坂村
  - 奥玉村 ← 上奥玉村、中奥玉村、下奥玉村
  - 小梨村 ← 北小梨村、南小梨村
  - 清田村 ← 清水馬場村、金田村、熊田倉村
  - 八沢村 ← 砂子田村、徳田村、新沼村、増沢村
- 明治8年（1875年）11月22日 - 水沢県が磐井県に改称。
- 明治9年（1876年）4月18日 - 第2次府県統合により岩手県の管轄となる。
- 明治11年（1878年）11月26日 - 郡区町村編制法の岩手県での施行により、行政区画としての磐井郡が発足。

### 郡発足以降の沿革
- 明治12年（1879年）1月4日 - 磐井郡が分割し、東山34村の区域をもって東磐井郡が発足。（34村）
- 明治16年（1883年）1月 - 八沢村が砂子田村・徳田村・新沼村・増沢村に分割。（37村）

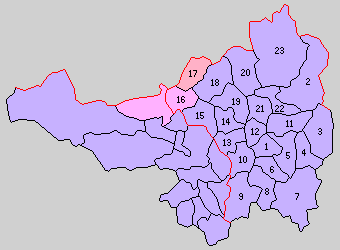
1.千厩村 2.大原村 3.折壁村 4.矢越村 5.小梨村 6.八沢村 7.大津保村 8.藤沢村 9.黄海村 10.薄衣村 11.奥玉村 12.磐清水村 13.門崎村 14.松川村 15.舞川村 16.長島村 17.生母村 18.田河津村 19.長坂村 20.猿沢村 21.摺沢村 22.渋民村 23.興田村（紫：一関市 橙：奥州市 桃：平泉町）

- 明治22年（1889年）4月1日 - 町村制の施行により、以下の村が発足。特記以外は全域が現・一関市。郡役所を千厩村に設置[8]。（23村）

  - 千厩村（単独村制）
  - 折壁村 ← 下折壁村、浜横沢村
  - 矢越村 ← 上折壁村、釘子村
  - 小梨村 ← 小梨村、清田村
  - 八沢村 ← 砂子田村、徳田村、新沼村、増沢村
  - 大津保村 ← 大籠村、津谷川村、保呂羽村
  - 藤沢村 ← 藤沢村、西口村
  - 黄海村、薄衣村、奥玉村、磐清水村、門崎村、松川村（それぞれ単独村制）
  - 舞川村 ← 舞草村、相川村
  - 長島村 ← 長部村、小島村（現・西磐井郡平泉町）
  - 生母村 ← 赤生津村、母体村（現・奥州市）
  - 田河津村、長坂村、猿沢村、摺沢村、渋民村（それぞれ単独村制）
  - 興田村 ← 沖田村、鳥海村、中川村
  - 大原村（単独村制）
- 明治30年（1897年）4月1日 - 郡制を施行。
- 明治31年（1898年）4月1日 - 千厩村が町制施行して千厩町となる。（1町22村）
- 明治36年（1903年）3月21日 - 大原村が町制施行して大原町となる。（2町21村）
- 大正12年（1923年）4月1日 - 郡会が廃止。郡役所は存続。
- 大正15年（1926年）
  - 6月1日 - 藤沢村が町制施行して藤沢町となる。（3町20村）
  - 7月1日 - 郡役所が廃止。以降は地域区分名称となる。
- 昭和15年（1940年）11月10日 - 摺沢村が町制施行して摺沢町となる。（4町19村）
- 昭和17年（1942年）7月1日 - 「東磐井地方事務所」が千厩町に設置され、本郡を管轄。
- 昭和30年（1955年）
  - 1月1日 - 舞川村が西磐井郡厳美村・萩荘村・弥栄村と共に一関市と合併し、一関市（2代目）が発足、郡より離脱。（4町18村）
  - 2月1日 - 長坂村・田河津村が合併して東山村が発足。（4町17村）
  - 4月1日（3町9村）
    - 藤沢町・黄海村・八沢村および大津保村の一部（大籠・保呂羽）が合併し、藤沢町（2代目）が発足。
    - 折壁村・矢越村および大津保村の一部（津谷川）が合併して室根村が発足。
    - 大原町・摺沢町・興田村・猿沢村・渋民村が合併して大東町が発足。
    - 生母村が胆沢郡前沢町・白山村・古城村と合併し、胆沢郡前沢町（2代目）が発足。

  - 4月15日 - 長島村が西磐井郡平泉町と合併し、西磐井郡平泉町（2代目）が発足。（3町8村）
- 昭和31年（1956年）9月30日（3町4村）
  - 薄衣村・門崎村が合併して川崎村が発足。
  - 千厩町・磐清水村・奥玉村・小梨村が合併し、千厩町（2代目）が発足。
- 昭和33年（1958年）11月1日 - 松川村を東山村に編入。東山村は即日町制施行し東山町となる。（4町2村）
- 平成17年（2005年）9月20日 - 大東町・千厩町・東山町・室根村・川崎村が一関市・西磐井郡花泉町と合併し、一関市（3代目）が発足、郡より離脱。（1町）
- 平成23年（2011年）9月26日 - 藤沢町が一関市に編入。同日東磐井郡消滅。

### 変遷表
| 明治以前   | 明治8年 10月17日 | 明治16年1月 | 明治22年 4月1日 町村制施行 | 明治22年 - 昭和29年          | 昭和30年 - 昭和63年            | 昭和30年 - 昭和63年                          | 平成元年 - 現在              | 現在            |
| ---------- | ---------------- | ----------- | -------------------------- | ---------------------------- | ------------------------------ | -------------------------------------------- | ---------------------------- | --------------- |
| 藤沢本郷   | 藤沢村           | 藤沢村      | 藤沢村                     | 大正15年6月1日 町制 藤沢町   | 昭和30年4月1日 藤沢町          | 昭和30年4月1日 藤沢町                        | 平成23年9月26日 一関市に編入 | 一関市          |
| 西口村     | 西口村           | 西口村      | 藤沢村                     | 大正15年6月1日 町制 藤沢町   | 昭和30年4月1日 藤沢町          | 昭和30年4月1日 藤沢町                        | 平成23年9月26日 一関市に編入 | 一関市          |
| 黄海村     | 黄海村           | 黄海村      | 黄海村                     | 黄海村                       | 昭和30年4月1日 藤沢町          | 昭和30年4月1日 藤沢町                        | 平成23年9月26日 一関市に編入 | 一関市          |
| 砂子田村   | 八沢村           | 砂子田村    | 八沢村                     | 八沢村                       | 昭和30年4月1日 藤沢町          | 昭和30年4月1日 藤沢町                        | 平成23年9月26日 一関市に編入 | 一関市          |
| 徳田村     | 八沢村           | 徳田村      | 八沢村                     | 八沢村                       | 昭和30年4月1日 藤沢町          | 昭和30年4月1日 藤沢町                        | 平成23年9月26日 一関市に編入 | 一関市          |
| 新沼村     | 八沢村           | 新沼村      | 八沢村                     | 八沢村                       | 昭和30年4月1日 藤沢町          | 昭和30年4月1日 藤沢町                        | 平成23年9月26日 一関市に編入 | 一関市          |
| 増沢村     | 八沢村           | 増沢村      | 八沢村                     | 八沢村                       | 昭和30年4月1日 藤沢町          | 昭和30年4月1日 藤沢町                        | 平成23年9月26日 一関市に編入 | 一関市          |
| 保呂羽村   | 保呂羽村         | 保呂羽村    | 大津保村                   | 大津保村                     | 昭和30年4月1日 藤沢町          | 昭和30年4月1日 藤沢町                        | 平成23年9月26日 一関市に編入 | 一関市          |
| 大籠村     | 大籠村           | 大籠村      | 大津保村                   | 大津保村                     | 昭和30年4月1日 藤沢町          | 昭和30年4月1日 藤沢町                        | 平成23年9月26日 一関市に編入 | 一関市          |
| 津谷川村   | 津谷川村         | 津谷川村    | 大津保村                   | 大津保村                     | 昭和30年4月1日 室根村          | 昭和30年4月1日 室根村                        | 平成17年9月20日 一関市       | 一関市          |
| 下折壁村   | 下折壁村         | 下折壁村    | 折壁村                     | 折壁村                       | 昭和30年4月1日 室根村          | 昭和30年4月1日 室根村                        | 平成17年9月20日 一関市       | 一関市          |
| 浜横沢村   | 浜横沢村         | 浜横沢村    | 折壁村                     | 折壁村                       | 昭和30年4月1日 室根村          | 昭和30年4月1日 室根村                        | 平成17年9月20日 一関市       | 一関市          |
| 上折壁村   | 上折壁村         | 上折壁村    | 矢越村                     | 矢越村                       | 昭和30年4月1日 室根村          | 昭和30年4月1日 室根村                        | 平成17年9月20日 一関市       | 一関市          |
| 釘子村     | 釘子村           | 釘子村      | 矢越村                     | 矢越村                       | 昭和30年4月1日 室根村          | 昭和30年4月1日 室根村                        | 平成17年9月20日 一関市       | 一関市          |
| 薄衣村     | 薄衣村           | 薄衣村      | 薄衣村                     | 薄衣村                       | 昭和31年9月30日 川崎村         | 昭和31年9月30日 川崎村                       | 平成17年9月20日 一関市       | 一関市          |
| 門崎村     | 門崎村           | 門崎村      | 門崎村                     | 門崎村                       | 昭和31年9月30日 川崎村         | 昭和31年9月30日 川崎村                       | 平成17年9月20日 一関市       | 一関市          |
| 大原村     | 大原村           | 大原村      | 大原村                     | 明治36年3月21日 町制 大原町  | 昭和30年4月1日 大東町          | 昭和30年4月1日 大東町                        | 平成17年9月20日 一関市       | 一関市          |
| 摺沢村     | 摺沢村           | 摺沢村      | 摺沢村                     | 昭和15年11月10日 町制 摺沢町 | 昭和30年4月1日 大東町          | 昭和30年4月1日 大東町                        | 平成17年9月20日 一関市       | 一関市          |
| 猿沢村     | 猿沢村           | 猿沢村      | 猿沢村                     | 猿沢村                       | 昭和30年4月1日 大東町          | 昭和30年4月1日 大東町                        | 平成17年9月20日 一関市       | 一関市          |
| 渋民村     | 渋民村           | 渋民村      | 渋民村                     | 渋民村                       | 昭和30年4月1日 大東町          | 昭和30年4月1日 大東町                        | 平成17年9月20日 一関市       | 一関市          |
| 曽慶村     | 渋民村           | 渋民村      | 渋民村                     | 渋民村                       | 昭和30年4月1日 大東町          | 昭和30年4月1日 大東町                        | 平成17年9月20日 一関市       | 一関市          |
| 天狗田村   | 沖田村           | 沖田村      | 興田村                     | 興田村                       | 昭和30年4月1日 大東町          | 昭和30年4月1日 大東町                        | 平成17年9月20日 一関市       | 一関市          |
| 築館村     | 沖田村           | 沖田村      | 興田村                     | 興田村                       | 昭和30年4月1日 大東町          | 昭和30年4月1日 大東町                        | 平成17年9月20日 一関市       | 一関市          |
| 鳥海村     | 鳥海村           | 鳥海村      | 興田村                     | 興田村                       | 昭和30年4月1日 大東町          | 昭和30年4月1日 大東町                        | 平成17年9月20日 一関市       | 一関市          |
| 中川村     | 中川村           | 中川村      | 興田村                     | 興田村                       | 昭和30年4月1日 大東町          | 昭和30年4月1日 大東町                        | 平成17年9月20日 一関市       | 一関市          |
| 千厩村     | 千厩村           | 千厩村      | 千厩村                     | 明治31年4月1日 町制 千厩町   | 昭和31年9月30日 千厩町         | 昭和31年9月30日 千厩町                       | 平成17年9月20日 一関市       | 一関市          |
| 寺沢村     | 磐清水村         | 磐清水村    | 磐清水村                   | 磐清水村                     | 昭和31年9月30日 千厩町         | 昭和31年9月30日 千厩町                       | 平成17年9月20日 一関市       | 一関市          |
| 濁沼村     | 磐清水村         | 磐清水村    | 磐清水村                   | 磐清水村                     | 昭和31年9月30日 千厩町         | 昭和31年9月30日 千厩町                       | 平成17年9月20日 一関市       | 一関市          |
| 仏坂村     | 磐清水村         | 磐清水村    | 磐清水村                   | 磐清水村                     | 昭和31年9月30日 千厩町         | 昭和31年9月30日 千厩町                       | 平成17年9月20日 一関市       | 一関市          |
| 上奥玉村   | 奥玉村           | 奥玉村      | 奥玉村                     | 奥玉村                       | 昭和31年9月30日 千厩町         | 昭和31年9月30日 千厩町                       | 平成17年9月20日 一関市       | 一関市          |
| 中奥玉村   | 奥玉村           | 奥玉村      | 奥玉村                     | 奥玉村                       | 昭和31年9月30日 千厩町         | 昭和31年9月30日 千厩町                       | 平成17年9月20日 一関市       | 一関市          |
| 下奥玉村   | 奥玉村           | 奥玉村      | 奥玉村                     | 奥玉村                       | 昭和31年9月30日 千厩町         | 昭和31年9月30日 千厩町                       | 平成17年9月20日 一関市       | 一関市          |
| 北小梨村   | 小梨村           | 小梨村      | 小梨村                     | 小梨村                       | 昭和31年9月30日 千厩町         | 昭和31年9月30日 千厩町                       | 平成17年9月20日 一関市       | 一関市          |
| 南小梨村   | 小梨村           | 小梨村      | 小梨村                     | 小梨村                       | 昭和31年9月30日 千厩町         | 昭和31年9月30日 千厩町                       | 平成17年9月20日 一関市       | 一関市          |
| 清水馬場村 | 清田村           | 清田村      | 小梨村                     | 小梨村                       | 昭和31年9月30日 千厩町         | 昭和31年9月30日 千厩町                       | 平成17年9月20日 一関市       | 一関市          |
| 金田村     | 清田村           | 清田村      | 小梨村                     | 小梨村                       | 昭和31年9月30日 千厩町         | 昭和31年9月30日 千厩町                       | 平成17年9月20日 一関市       | 一関市          |
| 熊田倉村   | 清田村           | 清田村      | 小梨村                     | 小梨村                       | 昭和31年9月30日 千厩町         | 昭和31年9月30日 千厩町                       | 平成17年9月20日 一関市       | 一関市          |
| 長坂村     | 長坂村           | 長坂村      | 長坂村                     | 長坂村                       | 昭和30年2月1日 東山村          | 昭和33年11月1日 町制 東山町                  | 平成17年9月20日 一関市       | 一関市          |
| 田河津村   | 田河津村         | 田河津村    | 田河津村                   | 田河津村                     | 昭和30年2月1日 東山村          | 昭和33年11月1日 町制 東山町                  | 平成17年9月20日 一関市       | 一関市          |
| 松川村     | 松川村           | 松川村      | 松川村                     | 松川村                       | 松川村                         | 昭和33年11月1日 東山村に編入 即日町制 東山町 | 平成17年9月20日 一関市       | 一関市          |
| 舞草村     | 舞草村           | 舞草村      | 舞川村                     | 舞川村                       | 昭和30年1月1日 一関市の一部    | 昭和30年1月1日 一関市の一部                  | 平成17年9月20日 一関市       | 一関市          |
| 相川村     | 相川村           | 相川村      | 舞川村                     | 舞川村                       | 昭和30年1月1日 一関市の一部    | 昭和30年1月1日 一関市の一部                  | 平成17年9月20日 一関市       | 一関市          |
| 長部村     | 長部村           | 長部村      | 長島村                     | 長島村                       | 昭和30年4月15日 西磐井郡平泉町 | 昭和30年4月15日 西磐井郡平泉町               | 西磐井郡 平泉町              | 西磐井郡 平泉町 |
| 小島村     | 小島村           | 小島村      | 長島村                     | 長島村                       | 昭和30年4月15日 西磐井郡平泉町 | 昭和30年4月15日 西磐井郡平泉町               | 西磐井郡 平泉町              | 西磐井郡 平泉町 |
| 赤生津村   | 赤生津村         | 赤生津村    | 生母村                     | 生母村                       | 昭和30年4月1日 胆沢郡前沢町    | 昭和30年4月1日 胆沢郡前沢町                  | 平成18年2月20日 奥州市       | 奥州市          |
| 母体村     | 母体村           | 母体村      | 生母村                     | 生母村                       | 昭和30年4月1日 胆沢郡前沢町    | 昭和30年4月1日 胆沢郡前沢町                  | 平成18年2月20日 奥州市       | 奥州市          |

## 行政
歴代郡長
| 代 | 氏名       | 就任年月日                 | 退任年月日                    | 備考                                |
| -- | ---------- | -------------------------- | ----------------------------- | ----------------------------------- |
| 1  | 直江兼重   | 明治12年（1879年）年3月6日 | 明治13年（1880年）10月23日    |                                     |
| 2  | 大久保親彦 | 明治13年（1880年）11月26日 | 明治14年（1881年）10月6日     | 西磐井郡長兼務                      |
| 3  | 佐藤昌蔵   | 明治14年（1881年）10月6日  | 明治18年（1885年）8月21日     | 西東磐井郡長                        |
| 4  | 板垣四郎   | 明治18年（1885年）8月21日  | 明治24年（1891年）3月12日死亡 | 在任中に死去。西東磐井郡長          |
| 5  | 田辺実明   | 明治24年（1891年）4月10日  | 明治26年（1893年）3月1日      | 西東磐井郡長                        |
| 6  | 入間川重遠 | 明治26年（1893年）3月1日   | 明治30年（1897年）4月1日      | 西東磐井郡長                        |
| 7  | 三上栄根   | 明治30年（1897年）4月1日   | 明治31年（1898年）11月7日     |                                     |
| 8  | 原 恭      | 明治31年（1898年）11月7日  | 明治33年（1900年）4月21日     |                                     |
| 9  | 小野茂理   | 明治33年（1900年）4月21日  | 明治34年（1901年）8月30日     |                                     |
| 10 | 新渡戸宗助 | 明治34年（1901年）8月30日  | 明治35年（1902年）4月22日     | (年月日「岩手県史第8巻」のまま記す) |
| 11 | 石川七郎   | 明治35年（1902年）7月22日  | 明治39年（1906年）11月19日    | (年月日「岩手県史第8巻」のまま記す) |
| 12 | 加藤 炳    | 明治37年（1904年）11月19日 | 明治39年（1906年）1月31日     | (年月日「岩手県史第8巻」のまま記す) |
| 13 | 伊奈金雄   | 明治39年（1906年）1月31日  | 明治41年（1908年）9月2日      | (年月日「岩手県史第8巻」のまま記す) |
| 14 | 細川荒雄   | 明治41年（1908年）9月2日   | 大正2年（1913年）5月29日      |                                     |
| 15 | 狩野軍太   | 大正2年（1913年）5月29日   | 大正2年（1913年）11月14日     |                                     |
| 16 | 小川順之助 | 大正2年（1913年）12月6日   | 大正4年(1915)9月1日           |                                     |
| 17 | 宮川恭一   | 大正4年（1915年）9月1日    | 大正8年(1919)11月17日         |                                     |
| 18 | 平野喜平   | 大正8年（1919年）11月17日  | 大正12年（1923年）2月23日     |                                     |
| 19 | 下斗米未蔵 | 大正12年（1923年）2月23日  | 大正13年（1924年）12月16日    |                                     |
| 20 | 加藤守道   | 大正13年（1924年）12月16日 | 大正15年（1926年）6月30日     | 郡役所廃止により、廃官              |